# Alope (dochter van Kerkyon)
Alope (Oudgrieks: Ἀλόπη) is een figuur uit de Griekse mythologie.
Ze was de dochter van de Eleusinische koning Kerkyon en kleindochter van Poseidon. Poseidon vermomde zich in schaapherder, verleidde Alope en verwekte bij haar een zoon, Hippothoön, die ze te vondeling legde. De door een merrie gezoogde en door herten opgevoede Hippothoön werd tot bij Kerkyon gebracht, die aan de koninklijke kleren van de knaap herkende dat Alope zijn moeder was. Kerkyon liet daarop zijn dochter opsluiten en doden. Volgens sommigen zou Poseidon na Kerkyons dood zijn geliefde Alope in de gelijknamige bron hebben veranderd.